# Dolhești (Iași)
Pour les articles homonymes, voir Dolhești.
Dolhești est une commune roumaine située dans le județ de Iași.